# Lekkoatletyka na Letnich Igrzyskach Olimpijskich 2012 – bieg na 400 m przez płotki kobiet
Bieg na 400 metrów przez płotki kobiet był jedną z konkurencji lekkoatletycznych rozgrywanych podczas XXX Igrzysk Olimpijskich w Londynie.
Wyznaczone przez IAAF minima kwalifikacyjne wynosiły 55,50 (minimum A) oraz 56,50 (minimum B).
Tytułu nie obroniła mistrzyni olimpijska z Pekinu i jedna z faworytek do zwycięstwa w Londynie Melaine Walker. Przed rozpoczęciem olimpijskich zmagań obok niej wymieniane były aktualna mistrzyni świata Lashinda Demus oraz Natalja Antiuch, ale walce o medal powinny się też liczyć Kaliese Spencer, Perri Shakes-Drayton oraz mocna grupa Amerykanek.
Rywalizacja rozpoczęła się 5 sierpnia o 19:00 czasu londyńskiego, a finał odbył się trzy dni później o 20:45.
Mistrzynią olimpijską początkowo została Natalja Antiuch z rekordem życiowym 52,70. 30 marca 2023 zarząd MKOl potwierdził dyskwalifikację Rosjanki za doping; utratę złotego medalu i zmianę w klasyfikacji końcowej biegu finałowego.

## Statystyka

### Rekordy
Tabela przedstawia rekordy olimpijski, świata oraz poszczególnych kontynentów w tej konkurencji. 
| Rekord świata                                  | Julija Pieczonkina (RUS)          | 52,34 s | Tula, Rosja                | 08.08.2003            |
| Rekord olimpijski                              | Melaine Walker (JAM)              | 52,64 s | Pekin, Chiny               | 20.08.2008            |
| Rekord Afryki                                  | Nezha Bidouane (MAR)              | 52,90 s | Sewilla, Hiszpania         | 25.08.1999            |
| Rekord Ameryki Południowej                     | Lucimar Teodoro (BRA)             | 55,84 s | Belém, Brazylia            | 24.05.2009            |
| Rekord Ameryki Północnej, Środkowej i Karaibów | Melaine Walker (JAM)              | 52,64 s | Pekin, Chiny               | 20.08.2008            |
| Rekord Azji                                    | Han Qing (CHN) Song Yinglan (CHN) | 53,96 s | Pekin, Chiny Kanton, Chiny | 09.09.1993 22.11.2001 |
| Rekord Europy                                  | Julija Pieczonkina (RUS)          | 52,34 s | Tula, Rosja                | 08.08.2003            |
| Rekord Oceanii                                 | Debbie Flintoff-King (AUS)        | 53,17 s | Seul, Korea Południowa     | 28.09.1988            |

### Listy światowe
Tabela przedstawia 10 najlepszych wyników uzyskanych w sezonie 2012 przed rozpoczęciem igrzysk.
| lp. | Zawodnik             | Wynik | Data       | Miejsce    |
| --- | -------------------- | ----- | ---------- | ---------- |
| 1.  | Natalja Antiuch      | 53,40 | 4 lipca    | Czeboksary |
| 2.  | Irina Dawydowa       | 53,77 | 29 czerwca | Helsinki   |
| 2.  | Perri Shakes-Drayton | 53,77 | 13 lipca   | Londyn     |
| 4.  | Lashinda Demus       | 53,98 | 1 lipca    | Eugene     |
| 5.  | Wania Stambołowa     | 54,04 | 20 maja    | Izmir      |
| 6.  | Zuzana Hejnová       | 54,12 | 20 lipca   | Monako     |
| 7.  | Denisa Rosolová      | 54,24 | 29 czerwca | Helsinki   |
| 8.  | Georganne Moline     | 54,33 | 1 lipca    | Eugene     |
| 9.  | Hanna Jaroszczuk     | 54,35 | 29 czerwca | Helsinki   |
| 10. | Kaliese Spencer      | 54,39 | 31 maja    | Rzym       |

## Terminarz
| Data                          | Czas  | Runda      |
| ----------------------------- | ----- | ---------- |
| Niedziela, 5 sierpnia 2012    | 19:00 | Eliminacje |
| Poniedziałek, 7 sierpnia 2012 | 20:15 | Półfinały  |
| Środa, 8 sierpnia 2012        | 20:45 | Finał      |

## Wyniki

### Eliminacje
Rozegrano pięć biegów eliminacyjnych. Do dalszej rywalizacji awansowały 4 najlepsze zawodniczki z każdego biegu eliminacyjnego oraz 4 z najlepszymi czasami.

### Bieg 1
| Poz. | Zawodniczka           | Reprezentacja     | Czas    | Uwagi |
| ---- | --------------------- | ----------------- | ------- | ----- |
| 1    | Zuzana Hejnová        | Czechy            | 53,96   | Q, SB |
| 2    | Ti’erra Brown         | Stany Zjednoczone | 54,72   | Q, PB |
| 3    | Eilidh Child          | Wielka Brytania   | 56,14   | Q     |
| 4    | Sarah Wells           | Kanada            | 56,47   | Q     |
| 5    | Eglė Staišiūnaitė     | Litwa             | 57,79   |       |
| 6    | Tatjana Azarowa       | Kazachstan        | 58,53   |       |
| 7    | Maureen Jelagat Maiyo | Kenia             | 1:02,16 |       |
| 8    | Wania Stambołowa      | Bułgaria          | DNF     |       |

### Bieg 2
| Poz. | Zawodniczka           | Reprezentacja | Czas    | Uwagi |
| ---- | --------------------- | ------------- | ------- | ----- |
| 1    | Natalja Antiuch       | Rosja         | 53,90   | Q     |
| 2    | Kaliese Spencer       | Jamajka       | 54,02   | Q     |
| 3    | Ajoke Odumosu         | Nigeria       | 54,93   | Q     |
| 4    | Anna Jesień           | Polska        | 55,44   | Q     |
| 5    | Lauren Boden          | Australia     | 56,27   | q     |
| 6    | Raasin McIntosh       | Liberia       | 57,39   |       |
| 7    | Natalya Asanova       | Uzbekistan    | 58,05   |       |
| 8    | Noraseela Mohd Khalid | Malezja       | 1:00,16 |       |
| 9    | Ghofrane Mohammad     | Syria         | DSQ     |       |

### Bieg 3
| Poz. | Zawodniczka         | Reprezentacja     | Czas  | Uwagi |
| ---- | ------------------- | ----------------- | ----- | ----- |
| 1    | Lashinda Demus      | Stany Zjednoczone | 54,60 | Q     |
| 2    | Hanna Titimeć       | Ukraina           | 55,08 | Q     |
| 3    | Vera Barbosa        | Portugalia        | 55,22 | Q     |
| 4    | Jelena Czurakowa    | Rosja             | 55,26 | Q     |
| 5    | Denisa Rosolová     | Czechy            | 55,42 | q     |
| 6    | Sara Slott Petersen | Dania             | 56,01 | q     |
| 7    | Lucy Jaramillo      | Ekwador           | 57,74 |       |
| 8    | Princesa Oliveros   | Kolumbia          | 58,95 |       |

### Bieg 4
| Poz. | Zawodniczka      | Reprezentacja     | Czas  | Uwagi |
| ---- | ---------------- | ----------------- | ----- | ----- |
| 1    | Georganne Moline | Stany Zjednoczone | 54,13 | Q, PB |
| 2    | Nickiesha Wilson | Jamajka           | 55,53 | Q     |
| 3    | Irina Dawydowa   | Rosja             | 55,55 | Q     |
| 4    | Élodie Ouédraogo | Belgia            | 55,89 | Q     |
| 5    | Angela Moroșanu  | Rumunia           | 56,64 |       |
| 6    | Sharolyn Scott   | Kostaryka         | 57,03 |       |
| 7    | Janeil Bellille  | Trynidad i Tobago | 57,27 |       |
| 8    | Nikolina Horvat  | Chorwacja         | 58,49 |       |
| 9    | Nagihan Karadere | Turcja            | DSQ   |       |

### Bieg 5
| Poz. | Zawodniczka              | Reprezentacja   | Czas  | Uwagi |
| ---- | ------------------------ | --------------- | ----- | ----- |
| 1    | Perri Shakes-Drayton     | Wielka Brytania | 54,62 | Q     |
| 2    | Melaine Walker           | Jamajka         | 54,78 | Q     |
| 3    | Hanna Jaroszczuk         | Ukraina         | 54,81 | Q     |
| 4    | Hayat Lambarki           | Maroko          | 55,58 | Q     |
| 5    | Satomi Kubokura          | Japonia         | 55,85 | q, SB |
| 6    | Huang Xiaoxiao           | Chiny           | 56,29 |       |
| 7    | Déborah Rodríguez        | Urugwaj         | 57,04 | NR    |
| 8    | Jailma de Lima           | Brazylia        | 57,05 |       |
| 9    | Christine Sonali Merrill | Sri Lanka       | 57,15 | SB    |

### Półfinały
Rozegrano trzy biegi półfinałowe. Do finału awansowały dwie najlepsze zawodniczki z każdego półfinału oraz dwie z najlepszymi czasami.

#### Bieg 1
| Poz. | Zawodniczka      | Reprezentacja     | Czas  | Uwagi |
| ---- | ---------------- | ----------------- | ----- | ----- |
| 1    | Natalja Antiuch  | Rosja             | 53,33 | Q, SB |
| 2    | Zuzana Hejnová   | Czechy            | 53,62 | Q, SB |
| 3    | Ti’erra Brown    | Stany Zjednoczone | 54,21 | q, PB |
| 4    | Élodie Ouédraogo | Belgia            | 55,89 | Q     |
| 5    | Nickiesha Wilson | Jamajka           | 55,77 |       |
| 6    | Hayat Lambarki   | Maroko            | 56,18 |       |
| 7    | Vera Barbosa     | Portugalia        | 56,27 |       |
| 8    | Lauren Boden     | Australia         | 56,66 |       |

#### Bieg 2
| Poz. | Zawodniczka          | Reprezentacja     | Czas  | Uwagi |
| ---- | -------------------- | ----------------- | ----- | ----- |
| 1    | Lashinda Demus       | Stany Zjednoczone | 54,08 | Q     |
| 2    | Kaliese Spencer      | Jamajka           | 54,20 |       |
| 3    | Perri Shakes-Drayton | Wielka Brytania   | 55,19 |       |
| 4    | Hanna Jaroszczuk     | Ukraina           | 55,51 |       |
| 5    | Irina Dawydowa       | Rosja             | 55,86 |       |
| 6    | Sara Slott Petersen  | Dania             | 56,21 |       |
| 7    | Anna Jesień          | Polska            | 56,28 |       |
| 8    | Sarah Wells          | Kanada            | 56,71 |       |

#### Bieg 3
| Poz. | Zawodniczka      | Reprezentacja     | Czas  | Uwagi |
| ---- | ---------------- | ----------------- | ----- | ----- |
| 1    | Ajoke Odumosu    | Nigeria           | 54,40 | Q, NR |
| 2    | Georganne Moline | Stany Zjednoczone | 54,74 | Q     |
| 3    | Denisa Rosolová  | Czechy            | 54,87 | q     |
| 4    | Hanna Titimeć    | Ukraina           | 55,10 |       |
| 5    | Jelena Czurakowa | Rosja             | 55,70 |       |
| 6    | Melaine Walker   | Jamajka           | 55,74 |       |
| 7    | Eilidh Child     | Wielka Brytania   | 56,03 |       |
| 8    | Satomi Kubokura  | Japonia           | 56,25 |       |

### Finał
Godzina: 20:45 (UTC+1)
| Poz. | Zawodnik         | Narodowość        | Tor | Rezultat | Uwagi |
| ---- | ---------------- | ----------------- | --- | -------- | ----- |
|      | Lashinda Demus   | Stany Zjednoczone | 7   | 52,77    | SB    |
|      | Zuzana Hejnová   | Czechy            | 4   | 53,38    | SB    |
|      | Kaliese Spencer  | Jamajka           | 9   | 53,66    | SB    |
| 4.   | Georganne Moline | Stany Zjednoczone | 8   | 53,92    | PB    |
| 5.   | Ti’erra Brown    | Stany Zjednoczone | 2   | 55,07    |       |
| 6.   | Denisa Rosolová  | Czechy            | 3   | 55,27    |       |
| 7.   | Ajoke Odumosu    | Nigeria           | 6   | 55,31    |       |
| DSQ  | Natalja Antiuch  | Rosja             | 5   | 52,70    | [ 3 ] |